# Осовский Бор
Осовский Бор (бел. Восаўскі Бор, Асоўскі Бор) — нежилая деревня в Червенском районе Минской области. Входит в состав Колодежского сельсовета.

## Географическое положение
Находится примерно в 19 километрах к северо-востоку от райцентра, в 81 км от Минска.

## История
Населённый пункт известен с XIX века. Согласно переписи населения Российской империи 1897 года, околица, насчитывавшая 5 дворов и 32 жителя, входившая в состав Гребёнской волости Игуменского уезда Минской губернии. На начало XX века урочище Бор-Осовской, где было 5 дворов, проживали 40 человек. На 1917 год здесь было 4 двора и 24 жителя. 20 августа 1924 года деревня вошла в состав вновь образованного Хуторского сельсовета Червенского района Минского округа (с 20 февраля 1938 — Минской области). Согласно переписи населения СССР 1926 года в деревне насчитывалось 10 домов, проживали 59 человек. В то же время, упоминается одноимённая деревня в составе Домовицкого сельсовета, где было 12 домов, жили 56 человек. В период Великой Отечественной войны деревня была оккупирована немецко-фашистскими захватчиками в начале июля 1941 года, освобождена в начале июля 1944 года. 25 июля 1959 года в связи с упразднением Домовицкого сельсовета передана в состав Рованичского сельсовета. На 1960 год здесь насчитывался 71 житель. В 1966 году к Осовскому Бору была присоединена соседняя деревня Трактор. 27 ноября 1989 года передана в Колодежский сельсовет. На 1997 год в деревни осталось 2 дома и 3 жителя. На 2013 постоянное население деревни не учтено, пригодные для проживания дома сохранились только на территории бывшей деревни Трактор.

## Население
- 1897 — 5 дворов, 32 жителя
- начало XX века — 5 дворов, 40 жителей
- 1917 — 4 двора, 24 жителя
- 1926 — 10 дворов, 59 жителей
- 1960 — 71 житель
- 1997 — 2 двора, 3 жителя
- 2013 — постоянное население отсутствует